# Brigitte Wagner (Ringerin)
Brigitte Wagner (* 20. November 1983 in Freising) ist eine ehemalige deutsche Ringerin. Sie wurde Weltmeisterin und Europameisterin.

## Werdegang
Brigitte Wagner kam durch ihre beiden Brüder und deren Freunde, die sie in ihrer Kindheit in Hallbergmoos oft zu ihren Ringverein mitnahmen. Seit ihrem siebten Lebensjahr  trainierte sie regelmäßig beim SV Siegfried Hallbergmoos mit. Die maßgebenden Trainer in ihrer Laufbahn waren Christian Edfelder, Mahmoud Karimi und in der Nationalmannschaft Jürgen Scheibe. Im Laufe ihrer Karriere wurde sie zwischen 1996 und 1998 insgesamt sechsmal deutsche Jugendmeisterin in den Altersgruppen „Cadets“ und „Juniors“. 2001 wurde sie erstmals deutsche Meisterin bei den Frauen in der Gewichtsklasse bis 46 kg. Bis 2007 gewann sie diesen Titel dann noch sechsmal. Ihre Hauptkonkurrentinnen bei diesen Meisterschaften waren Sarah Ehinger, KG Baienfurt, ihre Vereinskollegin Alexandra Demmel, später verheiratete Alexandra Engelhardt und Sigrun Dobner vom RSC Obernburg.
Ihre so erfolgreiche Karriere auf der internationalen Ringermatte begann 1998, als sie gleich bei ihrer ersten Teilnahme bei einer solchen Meisterschaft, der Junioren-Weltmeisterschaft (Cadets) in Manchester in der Gewichtsklasse bis 40 kg den Titel gewann. Junioren-Europameisterin der Altersgruppe Cadets wurde Brigitte Wagner 2000 in Bratislava in der Gewichtsklasse bis 43 kg. In der Altersgruppe Juniors gewann Brigitte Wagner 2001 in Martigny in der Gewichtsklasse bis 46 kg den Weltmeister-Titel und 2002 in Tirana in der Gewichtsklasse bis 50 kg auch den Europameister-Titel.
Bei den Frauen wurde sie 2002 in Halkida/Griechenland Weltmeisterin in der Gewichtsklasse bis 48 kg. Im Finale bezwang sie dabei  Inga Karamtschakowa aus Russland nach Punkten (4:3). 2003 wurde sie in Riga Europameisterin in der Gewichtsklasse bis 48 kg, wobei sie im Finale Lilija Kaskarakowa aus Russland besiegte.
2004 qualifizierte sich Brigitte Wagner durch einen Sieg beim Turnier in Tunis in der Gewichtsklasse bis 48 kg für die Teilnahme an den Olympischen Spielen dieses Jahres in Athen. In Athen verlor sie in der ersten Runde gegen die Ausnahme-Athletin Chiharu Ichō aus Japan. Dem damaligen Reglement entsprechend konnte sie sich danach in der Trostrunde mit Siegen über Lindsay Belisle aus Kanada und Tsogtazaryn, Mongolei nur mehr für den Kampf um den 5. Platz qualifizieren. Dieser Kampf verlor sie gegen Lorissa Oorschak aus Russland. Sie belegte damit den 6. Platz.
2008 beendete Brigitte Wagner ihre aktive Ringerlaufbahn, in der sie mit Clarissa Chun, USA, Mirsini Koloni, Griechenland, Angelique Berthenet-Hidalgo, Frankreich, Inga Karamtschakowa, Lilja Karamtschakowa, Russland, Patricia Miranda, USA, Wang Jinmei, China, Francine de Paola-Martinez, Italien, Kamelia Tsekowa, Bulgarien, Iwona Matkowska, Polen und Alexandra Engelhardt eine ganze Reihe von Weltklasse-Ringerinnen besiegen konnte. Lediglich gegen Irina Melnik-Mersini aus der Ukraine, die ihre Angstgegnerin war, konnte sie nie gewinnen.
In ihrem Verein übernahm die kaufmännische Angestellte das Amt einer Trainerin im Nachwuchsbereich.

## Internationale Erfolge
| Jahr | Platz | Wettbewerb                                  | Gewichtsklasse | Ergebnisse |
| 1998 | 1.    | Junioren-WM (Cadets) in Manchester          | bis 40 kg      | vor Nana Takenaka, Japan, Marta Witula, Polen und Martina Sochorowa, Tschechien |
| 1999 | 3.    | Junioren-WM (Cadets) in Lodz                | bis 43 kg      | hinter Mary Kelly, USA und Alexandra Schwedowa, Russland |
| 2000 | 2.    | Junioren-EM (Juniors) in Sofia              | bis 46 kg      | hinter Irina Melnik-Merlini, Ukraine, vor Lilija Kaskarakowa, Russland und Aurelia Rasnita, Rumänien |
| 2000 | 5.    | Junioren-WM (Juniors) in Nantes             | bis 46 kg      | nach einem Sieg über Clarissa Chun, USA, einer Niederlage gegen Miki Kanako, Japan, einem Sieg über Maibam Ramani Chanu, Indien und einer Niederlage gegen Irina Melnik-Merlini                                    |
| 2000 | 1.    | Junioren-EM (Cadets) in Bratislava          | bis 43 kg      | vor Malgorzata Kaminska, Polen, Olga Ortschug, Russland und Claudia Precub, Rumänien |
| 2001 | 4.    | EM in Budapest                              | bis 46 kg      | nach Siegen über Ayse Guneri, Türkei und Wolha Pridanikawa, Weißrussland und Niederlage gegen Inga Karamtschakowa, Russland und Kamelia Tsekowa, Bulgarien                                                         |
| 2001 | 1.    | Junioren-WM (Juniors) in Martigny           | bis 46 kg      | vor Miriam Prost, Frankreich, Airi Funatsu, Japan, Natalja Gruschina, Russland und Clarissa Chun |
| 2001 | 3.    | WM in Sofia                                 | bis 46 kg      | nach Siegen über Wolha Pridanikawa, Olga Orlowska, Tschechien und Misata Shimizu, Japan, einer Niederlage gegen Irina Melnik-Merlini und einem Sieg über Farah Touchi, Frankreich                                  |
| 2002 | 2.    | EM in Seinäjoki                             | bis 48 kg      | nach Siegen über Olga Orlowska, Mirsini Koloni, Griechenland, Angelique Berthenet--Hidalgo, Frankreich und einer Niederlage gegen Inga Karamtschakowa                                                              |
| 2002 | 2.    | Großer Preis von Deutschland in Dormagen    | bis 51 kg      | hinter Jessica Bechtel, Deutschland, vor Alexandra Engelhardt, Deutschland |
| 2002 | 1.    | Junioren-EM (Juniors) in Tirana             | bis 50 kg      | vor Viktoria Brandush, Ukraine, Natalja Gruschina und Iwona Matkowska, Polen |
| 2002 | 1.    | WM in Halkida/Griechenland                  | bis 48 kg      | nach Siegen über Mika Noguchi, Japan, Li Hui, China, Lauriana Mary, Frankreich, Nicoleta Badea, Rumänien und Inga Karamtschakowa                                                                                   |
| 2003 | 2.    | Klippan-Lady-Open                           | bis 48 kg      | hinter Irina Melnik-Merlini, vor Patricia Miranda und Clarissa Chun, beide USA |
| 2003 | 1.    | EM in Riga                                  | bis 48 kg      | nach Siegen über Mirsini Koloni, Kamelia Tsekowa, Alicia Abuja, Spanien, Angelique Berthenet-Hidalfo und Lilija Kaskarakowa                                                                                        |
| 2003 | 2.    | Großer Preis von Deutschland in Dormagen    | bis 51 kg      | hinter Teresa Piotrowska, Kanda, vor Alexandra Engelhardt und Nicole Hauptmann, beide Deutschland |
| 2003 | 9.    | Austrian-Ladies-Open in Götzis              | bis 51 kg      | Siegerin: Gudrun Annette Høie, Norwegen vor Alexandra Engelhardt |
| 2004 | 4.    | FILA-Test-Turnier in Athen                  | bis 48 kg      | nach Siegen über Wang Jinmei, China und Francine d3e Paola-Martinez, Italien und Niederlagen gegen Lorissa Oorschak, Russland und Lindsay Belisle, Kanada                                                          |
| 2004 | 2.    | "Dave-Schultz"-Memorial in Colorado Springs | bis 48 kg      | hinter Patricia Miranda, vor Lindsay Belisle und Clarissa Chun |
| 2004 | 1.    | Olympia-Qualif.-Turnier in Tunis            | bis 48 kg      | vor Lilija Kaskarakowa, Russland, Mayelis Caripa Castillo, Venezuela und Lidia Karamtschakowa, Tadschikistan |
| 2004 | 2.    | EM in Haparanda                             | bis 48 kg      | nach einer Niederlage gegen Irina Melnik-Merleni, Siegen über Kamelia Tsekowa, Marta Podeworna, Polen, Marina Markewitsch, Weißrussland und Mirsini Koloni und einer zweiten Niederlage gegen Irina Melnik-Merlini |
| 2004 | 1.    | Austrian-Ladies-Open in Götzis              | bis 48 kg      | vor Lindsay Belisle und Carol Huynh, beide Kanada und Angelique Berthenet-Hidalgo |
| 2004 | 6.    | OS in Athen                                 | bis 48 kg      | nach einer Niederlage gegen Chiharu Ichō, Japan, Siegen über Lindsay Belisle und Tsogtbazaryn, Mongolei und einer Niederlage gegen Lorissa Oorschak                                                                |
| 2005 | 2.    | Austrian-Ladies-Open in Götzis              | bis 51 kg      | hinter Carol Huynh, vor Francine de Paola-Martinez und Juliette Willocq, Frankreich |
| 2005 | 14.   | WM in Budapest                              | bis 51 kg      | nach einer Niederlage gegen Dinara Mirzajewa, Usbekistan |
| 2006 | 2.    | Großer Preis von Deutschland in Dormagen    | bis 51 kg      | hinter Vanessa Boubryemm, Frankreich, vor Sarka Andrlowa, Tschechien und Marina Markewitsch |
| 2006 | 5.    | WM in Guangzhou                             | bis 51 kg      | nach Siegen über Tatjana Grigorjewa, Weißrussland und Maria del Mar Serrano Barcelo, Spanien und Niederlagen gegen Lindsay Belisle und Alena Adschinskaja, Russland                                                |
| 2007 | 6.    | Welt-Cup in Krasnojarsk                     | bis 48 kg      | Siegerin: Yuri Kai, Japan vor Mary Kelly, USA |
| 2007 | 3.    | EM in Sofia                                 | bis 48 kg      | nach Siegen über Cristina Croitoru, Rumänien und Viktoria Sarközi, Ungarn, einer Niederlage gegen Francine de Paola-Martinez und einem Sieg über Iwona Matkowska, Polen                                            |
| 2007 | 2.    | Großer Preis von Deutschland in Dormagen    | bis 48 kg      | hinter Liu Jie, China, vor Hong Di, China und Carol Huynh |
| 2007 | 10.   | WM in Baku                                  | bis 48 kg      | nach Siegen über Julia Starowoitowa, Weißrussland und Le Thing Trang, Vietnam und einer Niederlage gegen Maria Stadnik, Aserbaidschan                                                                              |
| 2008 | 5.    | EM in Tampere                               | bis 51 kg      | nach Siegen über Soya Bredichin, Israel und Swetlana Asrataschwili, Weißrussland, Niederlage gegen Anna Trusowa, Russland und Sieg über Tiina Ylinen, Finnland                                                     |
| 2008 | 12.   | Großer Preis von Deutschland in Dormagen    | bis 48 kg      | Siegerin: Sofia Mattsson, Schweden vor Ljubow Salnikowa, Russland |

## Deutsche Meisterschaften der Frauen
| Jahr | Platz | Gewichtsklasse | Ergebnisse                                                                          |
| 2001 | 1.    | bis 46 kg      | vor Sarah Ehinger, KG Baienfurt                                                     |
| 2002 | 1.    | bis 48 kg      | vor Sarah Ehinger und Sigrun Dobner, RSC Obernburg                                  |
| 2003 | 1.    | bis 51 kg      | vor Alexandra Demmel, SV Siegfried Hallbergmoos und Anne-Katrin Rietschel, ASV Hof  |
| 2004 | 1.    | bis 51 kg      | vor Alexandra Demmel und Nadine Krauß, ASV Plauen                                   |
| 2005 | 1.    | bis 51 kg      | vor Nadine Krauß und Ramona Scherer, KSV Waldaschaff                                |
| 2006 | 1.    | bis 51 kg      | vor Alexandra Engelhardt (Demmel), AC Ückerath und Jennifer Bünten, AC Köln-Mülheim |
| 2007 | 1.    | bis 48 kg      | vor Sigrun Dobner und Annika Hofmann, RSV Frankfurt (Oder)                          |

Erläuterungen
- alle Wettkämpfe im freien Stil
- OS = Olympische Spiele, WM = Weltmeisterschaft, EN = Europameisterschaft